# Cartola FC

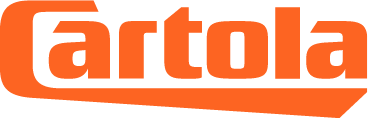
Logotipo do Cartola FC

Cartola FC é um jogo eletrônico de futebol no estilo fantasy game, um jogo fictício no qual as pessoas montam seus times com jogadores de futebol da vida real, lançado no ano de 2005.
Foi criado e é mantido pelo site Globo.com e promovido pelo Canais Globo. Na 10ª rodada do Campeonato Brasileiro de 2017, atingiu a marca de 5.540.835 times escalados.
A disputa do Cartola FC é realizada utilizando todos os jogadores inscritos oficialmente na Série A do Campeonato Brasileiro e suas escalações em súmula, como acontece nos moldes dos fantasy games da NFL e da NBA americanas.
Alguns scouts utilizados no Cartola FC são baseados nos scouts oficiais da CBF, conforme registrado na súmula dos jogos. No entanto, alguns scouts são interpretativos, como por exemplo, desarmes. Os desarmes são computados manualmente pelos scouters que trabalham na Globo. Outro dado que é computado manualmente são as defesas difíceis (DD) praticadas pelos goleiros. 

## Objetivos e regras do jogo
No início de toda temporada, cada jogador recebe 110 cartoletas (moeda virtual do jogo, que não tem valor na vida real).
O usuário monta seu time inicial adquirindo onze jogadores e um treinador, dentro do limite de seu orçamento.
No momento da montagem do seu time, o usuário deverá optar por uma entre as sete opções de esquema tático oferecidas, e dentro do escopo do seu esquema tático é que serão definidos quantos jogadores de cada posição poderão ser escalados. Desde 2018, além de escalar os jogadores, é necessário indicar quem será o capitão do time, que tem pontuação dobrada ao final da rodada. Se ele negativar, isto é, terminar a rodada com uma pontuação inferior a zero, sua pontuação também será dobrada negativamente.
O jogo, que é baseado no Campeonato Brasileiro de Futebol, consiste em realizar a compra e venda fictícias de jogadores, sendo que estes podem ser valorizados ou desvalorizados, conforme sua atuação em cada jogo real do campeonato.
O objetivo é obter mais pontos do que os adversários. A pontuação varia de acordo com os resultados obtidos pelos atletas pertencentes ao time fictício montado pelo usuário. Essa pontuação é somada e em tempo real, tanto o site do Cartola quanto vários outros ligados ao tema exibem a pontuação que cada um dos jogadores está fazendo. Enquanto não houver jogos, o mercado estará aberto para que os cartoleiros (como são conhecidos os jogadores do game) façam suas alterações de jogadores e/ou táticas, sem qualquer limitação, a não ser pelo dinheiro em caixa.
Em 2011, a equipe do Cartola FC trouxe o Hall da Fama dos cartoleiros, no qual são disponibilizados vários troféus simbólicos que o usuário podia conquistar, distribuídos em várias categorias, como por exemplo prêmios para quem escala seu time três rodadas consecutivas, ou para quem tem um jogador que marcou três gols na rodada, o chamado artilheiro musical (apelido concedido aos artilheiros de três gols em uma partida pelo programa Fantástico).
É facultado ainda ao usuário o direito de criar suas próprias ligas, competindo exclusivamente contra seus amigos. Muitas ligas oferecem prêmios aos primeiros colocados ao final do campeonato; contudo, a opção por dar prêmios é exclusiva aos donos das ligas, e os responsáveis pelo game não são obrigados a fazer valer o compromisso com as premiações.
Desde 2016, é possível também criar e participar das ligas mata-mata. Elas consistem num formato eliminatório de torneio, no qual o cartoleiro pode, independentemente se já estiver participando de uma liga convencional, disputar entre amigos quem se dá melhor em uma competição onde pode haver 4, 8, 16 ou 32 participantes.
Em 2018, o Cartola FC apresentou uma das grandes novidades para a temporada, a opção do Capitão, onde o jogador selecionado teria sua pontuação dobrada na rodada, independentemente se fosse positiva ou negativa. Com isso, as chances de o cartoleiro mitar no jogo aumentariam mais ainda.
No ano de 2019, o Cartola FC apresentou uma nova modalidade ao jogo: o modo Desafio no Cartola. Os cartoleiros poderiam agora jogar em dupla contra outra dupla aleatória (no formato 2x2), em confrontos de até três rodadas de duração, tornando-se vencedora aquela que somasse mais pontos ao longo desse evento.
Outra opção que o Cartola oferece é a possibilidade de se tornar PRO, em versão paga do jogo. Este tipo de usuário tem alguns benefícios que outros cartoleiros não tem, como:
- Direito a criar e participar de sete ligas simultâneas (o cartoleiro free só pode criar ou fazer parte de uma);
- Participar de sete desafios simultâneos[5] (o free só tem direito a participar de três);
- Criar ilimitadamente esses mesmos estilos de desafio (algo que o free só pode fazer uma vez no jogo);
- Participar de até sete ligas mata-mata (o free pode fazer parte de cinco);
- Criar ilimitadamente as próprias ligas mata-mata (algo que o free não pode fazer nenhuma vez);
- Ter acesso às estatísticas exclusivas trazidas pelo Gato Mestre;[6]
- Concorrer a um vale-compras no valor de R$ 60.000,00 ao final da temporada.

O Gato Mestre, propriamente dito, é uma novidade apresentada em 2020 pela equipe do Cartola, consistindo em um analista virtual do jogo que, a cada rodada, traz conteúdos especiais e de acesso privativo aos cartoleiros PRO acerca dos 20 times que disputam aquela edição do Brasileirão, e também sobre o desempenho de seus principais jogadores.

## Recordes

### Maiores pontuações
| #  | Jogador           | Posição | Mandante            | Placar | Visitante       | Rodada                            | G | A | DD | PD | Pontuação    | Ref.   |
| -- | ----------------- | ------- | ------------------- | ------ | --------------- | --------------------------------- | - | - | -- | -- | ------------ | ------ |
| 1  | Arrascaeta        | M       | Flamengo            | 6–1    | Goiás           | 10ª rodada do Brasileirão de 2019 | 3 | 2 | –  | –  | 37,90 Pontos | [ 7 ]  |
| 2  | Neymar            | A       | Santos              | 4–1    | Atletico-PR     | 32ª rodada do Brasileirão de 2011 | 4 | 0 | –  | –  | 37,70 Pontos | [ 8 ]  |
| 3  | Jonas             | A       | Grêmio              | 4–0    | Grêmio Prudente | 28ª rodada do Brasileirão de 2010 | 3 | 1 | –  | –  | 36,40 Pontos | [ 9 ]  |
| 4  | Fred              | A       | Fluminense          | 5–4    | Grêmio          | 35ª rodada do Brasileirão de 2011 | 4 | 0 | –  | –  | 35,90 Pontos | [ 10 ] |
| 5  | Ronaldinho Gaúcho | M       | Atlético Mineiro    | 6–0    | Figueirense     | 28ª rodada do Brasileirão de 2012 | 3 | 2 | –  | –  | 35,10 Pontos | [ 11 ] |
| 6  | Éderson           | A       | Atlético Paranaense | 5–1    | Vasco           | 38ª rodada do Brasileirão de 2013 | 3 | 1 | –  | –  | 34,90 Pontos | [ 12 ] |
| 7  | Obina             | A       | Palmeiras           | 4–0    | Goiás           | 32ª rodada do Brasileirão de 2009 | 3 | 0 | –  | –  | 33,80 Pontos | [ 13 ] |
| 8  | Neymar (2)        | A       | Cruzeiro            | 0–4    | Santos          | 34ª rodada do Brasileirão de 2012 | 3 | 0 | –  | –  | 33,40 Pontos | [ 14 ] |
| 9  | Hugo Rodallega    | A       | Bahia               | 4–2    | Fortaleza       | 19ª rodada do Brasileirão de 2021 | 4 | 0 | –  | –  | 33,20 Pontos | [ 15 ] |
| 10 | Douglas Friedrich | G       | Grêmio              | 0–2    | Avaí            | 12ª rodada do Brasileirão de 2017 | – | – | 7  | 1  | 33,00 Pontos | [ 16 ] |
| 10 | Ibson             | M       | Flamengo            | 5–2    | Palmeiras       | 35ª rodada do Brasileirão de 2008 | 3 | 0 | –  | –  | 33,00 Pontos | [ 17 ] |

### Menores pontuações
| #  | Jogador           | Posição | Mandante            | Placar | Visitante        | Rodada                            | GC | GS | CA | PI | CV | Pontuação     | Ref.   |
| -- | ----------------- | ------- | ------------------- | ------ | ---------------- | --------------------------------- | -- | -- | -- | -- | -- | ------------- | ------ |
| 1  | Gum               | Z       | Bahia               | 3–0    | Fluminense       | 24ª rodada do Brasileirão de 2011 | 1  | –  | 1  |    | 1  | -13,50 Pontos | [ 18 ] |
| 2  | Renan Ribeiro     | G       | Cruzeiro            | 6–1    | Atlético Mineiro | 38ª rodada do Brasileirão de 2011 | 0  | 6  | 0  |    | 0  | -12,00 Pontos | [ 19 ] |
| 2  | Galatto           | G       | Botafogo            | 6–0    | Criciúma         | 4ª rodada do Brasileirão de 2014  | 0  | 6  | 0  |    | 0  | -12,00 Pontos | [ 20 ] |
| 4  | Victor Ramos      | Z       | Grêmio              | 1–2    | Vitória          | 10ª rodada do Brasileirão de 2016 | 1  | –  | 1  |    | 0  | -11,20 Pontos | [ 21 ] |
| 5  | David             | V       | Fluminense          | 2–0    | Goiás            | 13ª rodada do Brasileirão de 2014 | 1  | –  | 1  |    | 0  | -10,80 Pontos | [ 22 ] |
| 6  | Victor Ramos (2)  | Z       | Palmeiras           | 0–1    | Goiás            | 3ª rodada do Brasileirão de 2015  | 1  | –  | 1  |    | 1  | -10,70 Pontos | [ 23 ] |
| 6  | Luan Polli        | G       | Sport               | 3–5    | Internacional    | 16ª rodada do Brasileirão de 2020 | 0  | 5  | 0  | 7  | 0  | -10,70 Pontos |        |
| 7  | Cássio            | G       | Corinthians         | 1–5    | Flamengo         | 17ª rodada do Brasileirão de 2020 | 0  | 5  | 0  | 6  | 0  | -10,60 Pontos | [ 24 ] |
| 8  | Dida              | G       | Chapecoense         | 5–0    | Internacional    | 27ª rodada do Brasileirão de 2014 | 0  | 5  | 0  |    | 1  | -10,50 Pontos | [ 25 ] |
| 9  | Matheus Galdezani | V       | Vasco da Gama       | 1–1    | Coritiba         | 30ª rodada do Brasileirão de 2017 | 1  | –  | 1  |    | 0  | -9,50 Pontos  | [ 26 ] |
| 10 | Paulo Miranda     | Z       | Atlético Goianiense | 2–0    | Grêmio           | 28ª rodada do Brasileirão de 2021 | 0  | 2  | 1  | 7  | 1  | -9,20 Pontos  | [ 26 ] |
| 11 | Jandrei           | G       | Chapecoense         | 3–6    | Grêmio           | 5ª rodada do Brasileirão de 2017  | 0  | 6  | 0  |    | 0  | -9,00 Pontos  | [ 27 ] |
| 11 | Derlis González   | M       | Grêmio              | 1–2    | Santos           | 1ª rodada do Brasileirão de 2019  | 0  | –  | 1  |    | 1  | -9,00 Pontos  | [ 28 ] |
| 11 | Tadeu             | G       | Santos              | 6–1    | Goiás            | 13ª rodada do Brasileirão de 2019 | 0  | 6  | 0  |    | 0  | -9,00 Pontos  | [ 29 ] |
| 11 | Hugo Souza        | G       | Flamengo            | 0–4    | Atlético Mineiro | 20ª rodada do Brasileirão de 2020 | 0  | 4  | 0  | 10 | 0  | -9,00 Pontos  |        |

## Galeria de campeões

### Liga Nacional
| Ano da edição | Time campeão        | Pontuação final | Média por rodada | Maior pontuação [Rodada] | Menor pontuação [Rodada] | Cartoletas | Nome do vencedor         |
| ------------- | ------------------- | --------------- | ---------------- | ------------------------ | ------------------------ | ---------- | ------------------------ |
| 2005          | Flamengo BH         | 1784,10         | 42,48*           | -                        |                          | -          | Tarcisio                 |
| 2006          | LC_Fogão            | 2894,21         | 76,16            | -                        |                          | -          | Liseus Santos            |
| 2007          | Rafacurintia FC.    | 2999,12         | 78,92            | -                        |                          | -          | Rafael dos Limas         |
| 2008          | the princes         | 3166,90         | 83,34            | -                        |                          | C$ 225,08  | izabelly Santos          |
| 2009          | Arvelos FC          | 3069,47         | 80,78            | -                        |                          | -          | Leonardo Arvelos         |
| 2010          | Celestial FC        | 3211,39         | 84,51            | -                        |                          | -          | Glauciano Pacote         |
| 2011          | Toca do Urso        | 2883,83         | 75,89            | -                        |                          | -          | Allisson Miguel da Silva |
| 2012          | Papai Machuka       | 2865,95         | 75,42            | 130,06 [18ª]             |                          | -          | Fabian Nogueira          |
| 2013          | Pump Marcelo SC     | 2543,65         | 66,94            | 99,72 [34ª]              |                          | -          | Marcelo Albuquerque      |
| 2014          | Didia10             | 2469,14         | 64,98            | 132,77 [1ª]              |                          | C$ 311,96  | Luiz Didia               |
| 2015          | EnzoSobrinho        | 2351,22         | 61,87            | 105,24 [20ª]             |                          | C$ 250,27  | Hugo Rodrigues           |
| 2016          | Mal de Chagas [PRO] | 2382,27         | 62,69            | 97,85 [17ª]              |                          | C$ 274,58  | Tiago Freitas            |
| 2017          | UnitedBlues [PRO]   | 2562,41         | 67,43            | 111,42 [15ª]             | 28,62 [20ª]              | C$ 280,41  | Pedro Alves              |
| 2018          | ØRIGINAL GE         | 3789,22         | 96.53            | 168,03 [5ª]              | 63.85 [14ª]              | C$ 326.86  | Diogo Braga              |

*O Campeonato Brasileiro de 2005 - Série A possuiu 42 rodadas devido ao número de participantes de 22 times.

### Liga Patrimônio
| Ano da edição | Time campeão        | Patrimônio | Ganho médio por rodada | Maior pontuação [Rodada] | Menor pontuação [Rodada] | Nome do vencedor |
| ------------- | ------------------- | ---------- | ---------------------- | ------------------------ | ------------------------ | ---------------- |
| 2017          | Miojo com Biscoito  | C$ 569,47  | C$ 12,35               | 84,94 [15ª]              | 16,75 [12ª]              | Gabriel          |
| 2018          | Nadando em dinheiro | C$ 543.02  |                        |                          |                          | Cássia Bisi      |

## Seleção do Cartola

### Seleção do Cartola 2018
| Pos. | Nome                | Clube         |
| ---- | ------------------- | ------------- |
| G    | Éverson             | Ceará         |
| LD   | Yago Pikachu        | Vasco da Gama |
| Z    | Geromel             | Grêmio        |
| Z    | Walter Kannemann    | Grêmio        |
| LE   | Renê                | Flamengo      |
| V    | Zé Rafael           | Bahia         |
| M    | De Arrascaeta       | Cruzeiro      |
| M    | Lucas Paquetá       | Flamengo      |
| A    | Everton             | Grêmio        |
| A    | Dudu                | Palmeiras     |
| A    | Pedro               | Fluminense    |
| T    | Luiz Felipe Scolari | Palmeiras     |

### Seleção do Cartola 2019
| Pos. | Nome           | Clube         |
| ---- | -------------- | ------------- |
| G    | Tadeu          | Goiás         |
| LD   | Marcos Rocha   | Palmeiras     |
| Z    | Geromel        | Grêmio        |
| Z    | Víctor Cuesta  | Internacional |
| LE   | Jorge          | Santos        |
| M    | De Arrascaeta  | Flamengo      |
| M    | Carlos Sánchez | Santos        |
| M    | Léo Sena       | Goiás         |
| A    | Everton        | Grêmio        |
| A    | Bruno Henrique | Flamengo      |
| A    | Gabriel        | Flamengo      |
| T    | Jorge Jesus    | Flamengo      |

### Seleção do Cartola 2021
| Pos. | Nome            | Clube            |
| ---- | --------------- | ---------------- |
| G    | João Paulo      | Santos           |
| LE   | Filipe Luís     | Flamengo         |
| Z    | Geromel         | Grêmio           |
| Z    | Bruno Méndez    | Internacional    |
| L    | Guilherme Arana | Atlético Mineiro |
| M    | De Arrascaeta   | Flamengo         |
| M    | Raphael Veiga   | Palmeiras        |
| M    | Gustavo Scarpa  | Palmeiras        |
| A    | Róger Guedes    | Corinthians      |
| A    | Hulk            | Atlético Mineiro |
| A    | Gabriel         | Flamengo         |
| T    | Jorginho        | Cuiabá           |

### Seleção do Cartola 2022
| Pos. | Nome             | Clube                |
| ---- | ---------------- | -------------------- |
| G    | Tadeu            | Goiás                |
| LD   | Luan Cândido     | Bragantino           |
| Z    | Gustavo Gómez    | Palmeiras            |
| Z    | Murilo           | Palmeiras            |
| LE   | Juninho Capixaba | Fortaleza            |
| M    | Wellington Rato  | Atlético Goianiense  |
| M    | David Terans     | Athletico Paranaense |
| M    | Gustavo Scarpa   | Palmeiras            |
| A    | Jonathan Calleri | São Paulo            |
| A    | Pedro Raul       | Goiás                |
| A    | Germán Cano      | Fluminense           |
| T    | Abel Ferreira    | Palmeiras            |

### Seleção do Cartola 2023
| Pos. | Nome             | Clube            |
| ---- | ---------------- | ---------------- |
| G    | Lucas Perri      | Botafogo         |
| LD   | Juninho Capixaba | Bragantino       |
| Z    | Víctor Cuesta    | Botafogo         |
| Z    | Joaquim          | Santos           |
| LE   | Marlon           | Cruzeiro         |
| M    | Raniele          | Cuiabá           |
| M    | Raphael Veiga    | Palmeiras        |
| M    | Jhon Arias       | Fluminense       |
| A    | Paulinho         | Atlético Mineiro |
| A    | Luis Suárez      | Grêmio           |
| A    | Hulk             | Atlético Mineiro |
| T    | Abel Ferreira    | Palmeiras        |